# Agapetes pilifera
Agapetes pilifera är en ljungväxtart som beskrevs av Joseph Dalton Hooker och Charles Baron Clarke.
Agapetes pilifera ingår i släktet Agapetes och familjen ljungväxter. Inga underarter finns listade i Catalogue of Life.